# Semestre blanc
Pour les articles homonymes, voir Semestre.
Le semestre blanc (italien : semestre bianco) est une expression, utilisée en politique italienne, pour désigner les six derniers mois de la présidence du chef de l'État, durant laquelle il ne peut dissoudre le Parlement. Le président de la République étant élu par le Parlement réuni en séance conjointe de ses membres, cette limitation a pour but d'empêcher celui-ci d'utiliser une dissolution dans le but de retarder une élection à sa succession, ou de se débarrasser d'une majorité parlementaire qui lui serait défavorable. 
Cette règle est inscrite dans l'article 88 de la Constitution de la République italienne :
« Il Presidente della Repubblica può, sentiti i loro Presidenti, sciogliere le Camere o anche una sola di esse. Non può esercitare tale facoltà negli ultimi sei mesi del suo mandato, salvo che essi coincidano in tutto o in parte con gli ultimi sei mesi della legislatura. »

« Le président de la République peut, après consultation des présidents du Sénat et de la Chambre des députés, dissoudre le Parlement ou l'une de ses chambres. Il ne peut exercer ce pouvoir durant les six derniers mois de son mandat, sauf si ces six mois coincident en totalité ou en partie avec les six derniers mois de la législature en cours. »